# Angoulême (stad)
Angoulême (Poitevin-Saintongeais: Engoulaeme) is een stad in het zuidwesten van Frankrijk, het is de hoofdstad (préfecture) van het departement Charente. De inwoners worden Angoumoisins genoemd. In de gemeente zelf woonden op 1 januari 2022 41.423 inwoners; in de agglomeratie Angoulême 107.652 inwoners (2013).

## Geschiedenis
Angoulême heeft een lange geschiedenis. Vóór de Romeinse overheersing was er sprake van een oppidum met de naam Iculisma. Het belang van het stadje nam pas toe vanaf eind 3e eeuw toen het de hoofdstad van een civitas werd en er fortificaties werden aangelegd. In de 3e eeuw kreeg de stad een bisschop. Na het wegvallen van het Romeinse gezag kwam de stad eerst in handen van de Visigoten; in 507 veroverde de Frankische koning Clovis de stad op hen. In de 9e eeuw plunderden de Noormannen Angoulême. In 1204 verleende Jan zonder Land aan Angoulême stadsrechten en gaf de burgers het recht om de vrijheden en gebruiken van de stad te bewaren en om hun eigendommen en rechten te verdedigen. In 1360 werd de stad bij verdrag aan de Engelsen overgedragen, die al in 1373 weer uit de stad verjaagd werden door de troepen van Karel V. Tijdens de Franse godsdienstoorlogen heeft de stad veel en vaak geleden; met name de verovering in 1568 door de Protestanten onder leiding van Coligny was bloedig.
Het graafschap Angoulême dateert van de 9e eeuw. Het kwam in 1515 aan de Franse kroon en werd toen tot hertogdom verheven.
In de 19e eeuw werden de stadsmuren en -poorten afgebroken, pleinen werden aangelegd en openbare gebouwen opgetrokken (prefectuur, gerechtsgebouw, markthallen, theater).

## Geografie
Angoulême ligt 134 kilometer ten noordnoordoosten van Bordeaux. De stad ligt op de splitsing van de rivier de Charente (ten noorden) en de Anguienne (ten zuiden / westen). Het stadscentrum ligt wat hogerop, op het noordwestelijke punt van de hoogvlakte. De oppervlakte van Angoulême bedroeg op 1 januari 2022 21,85 vierkante kilometer; de bevolkingsdichtheid was toen 1.895,8 inwoners per km².
De onderstaande kaart toont de ligging van Angoulême met de belangrijkste infrastructuur en aangrenzende gemeenten.

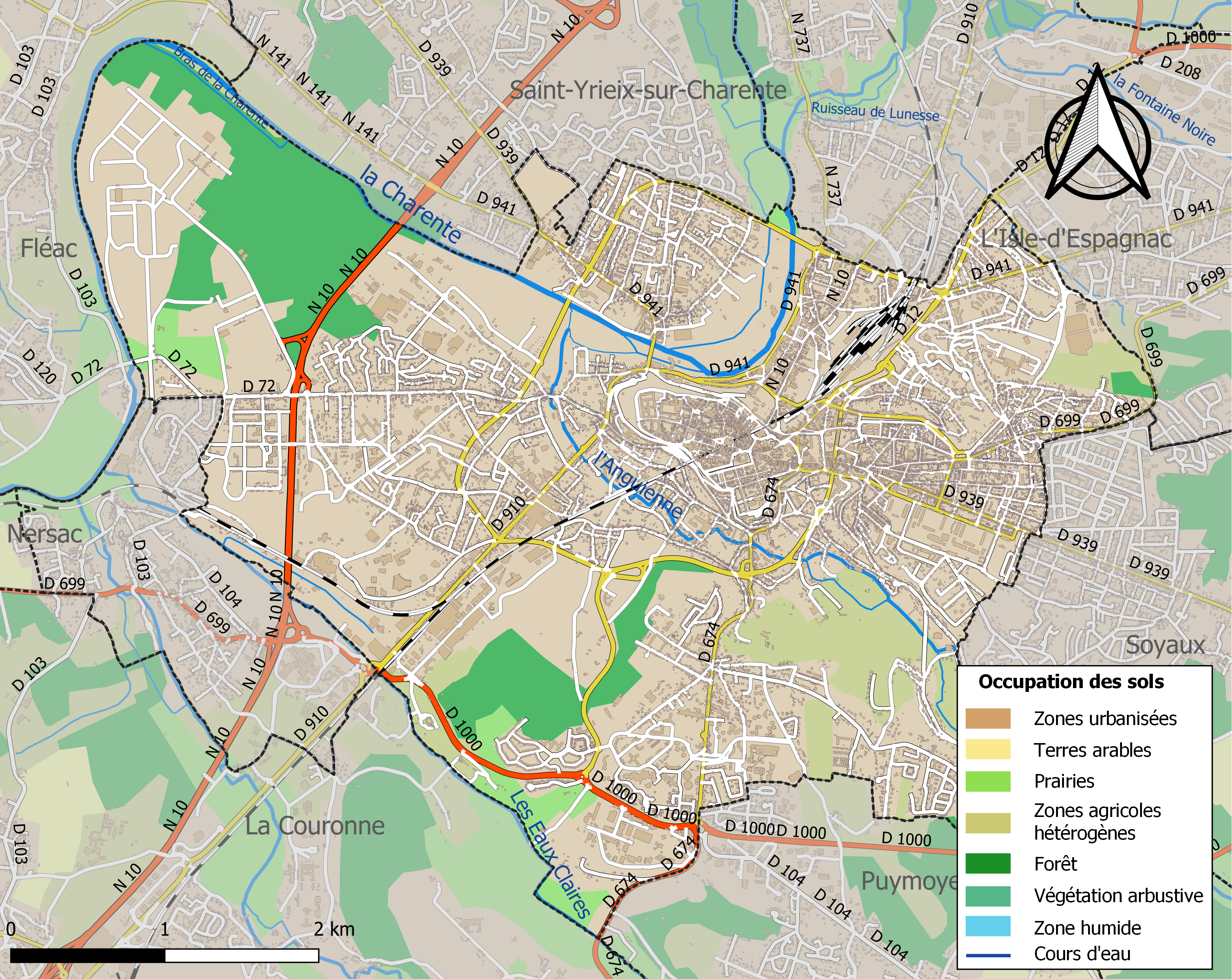

## Demografie
Onderstaande figuur toont het verloop van het inwonertal (bron: INSEE-tellingen).

Vanwege een beveiligingsprobleem met de MediaWiki Graph-software is het momenteel niet mogelijk deze grafiek weer te geven. Zodra de software is bijgewerkt zal de grafiek vanzelf weer zichtbaar worden.

## Bezienswaardigheden
Daar waar vroeger de vestingwerken van de stad stonden, is Angoulême nu omgeven door boulevards die bekendstaan onder de naam Remparts. In de stad zijn de straatjes nauw en donker, de architectuur is niet erg bijzonder met uitzondering van de kathedraal en het hôtel de ville.
De kathedraal Saint-Pierre is een kerk in Byzantijns-romaanse stijl. De kerk dateert van het begin van de 12de eeuw, maar is meermalen gerestaureerd en onderging een grote verbouwing in de tweede helft van de 19de eeuw onder leiding van de architect Paul Abadie. De façade omvat arcades die geheel gevuld zijn met beeldhouwwerken die het Laatste Oordeel uitbeelden. De kerk heeft in het midden een koepel, aan de noordzijde (transept) een vierkante toren van een kleine 50 meter hoog.
Het stadhuis is eveneens door Abadie ontworpen. Het is gebouwd op de plaats waar eens het kasteel van de graven van Angoulême stond. Twee torens van het oude kasteel zijn in het gebouw geïncorporeerd. Het bevat tegenwoordig musea voor kunst en archeologie.

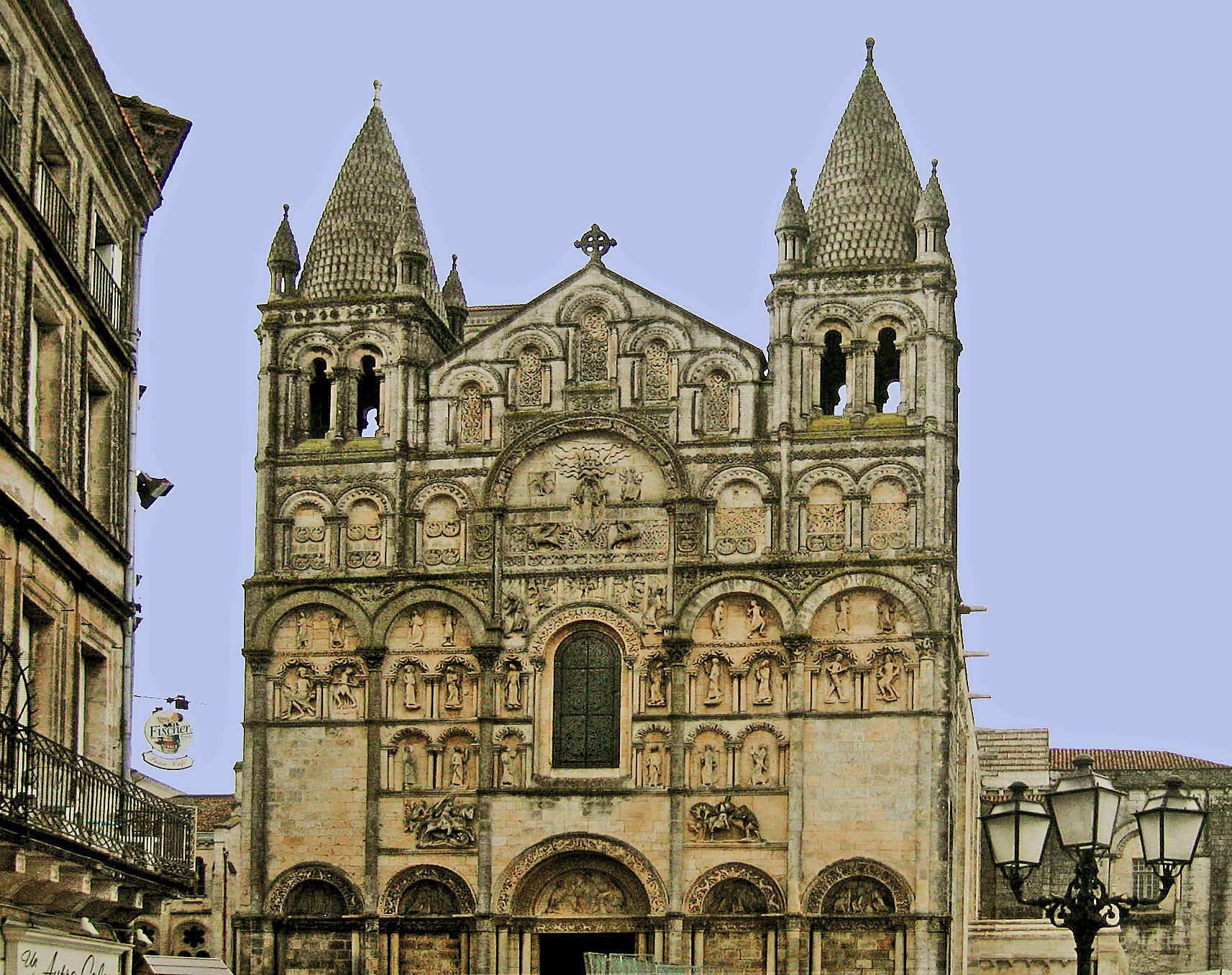
Kathedraal (façade)
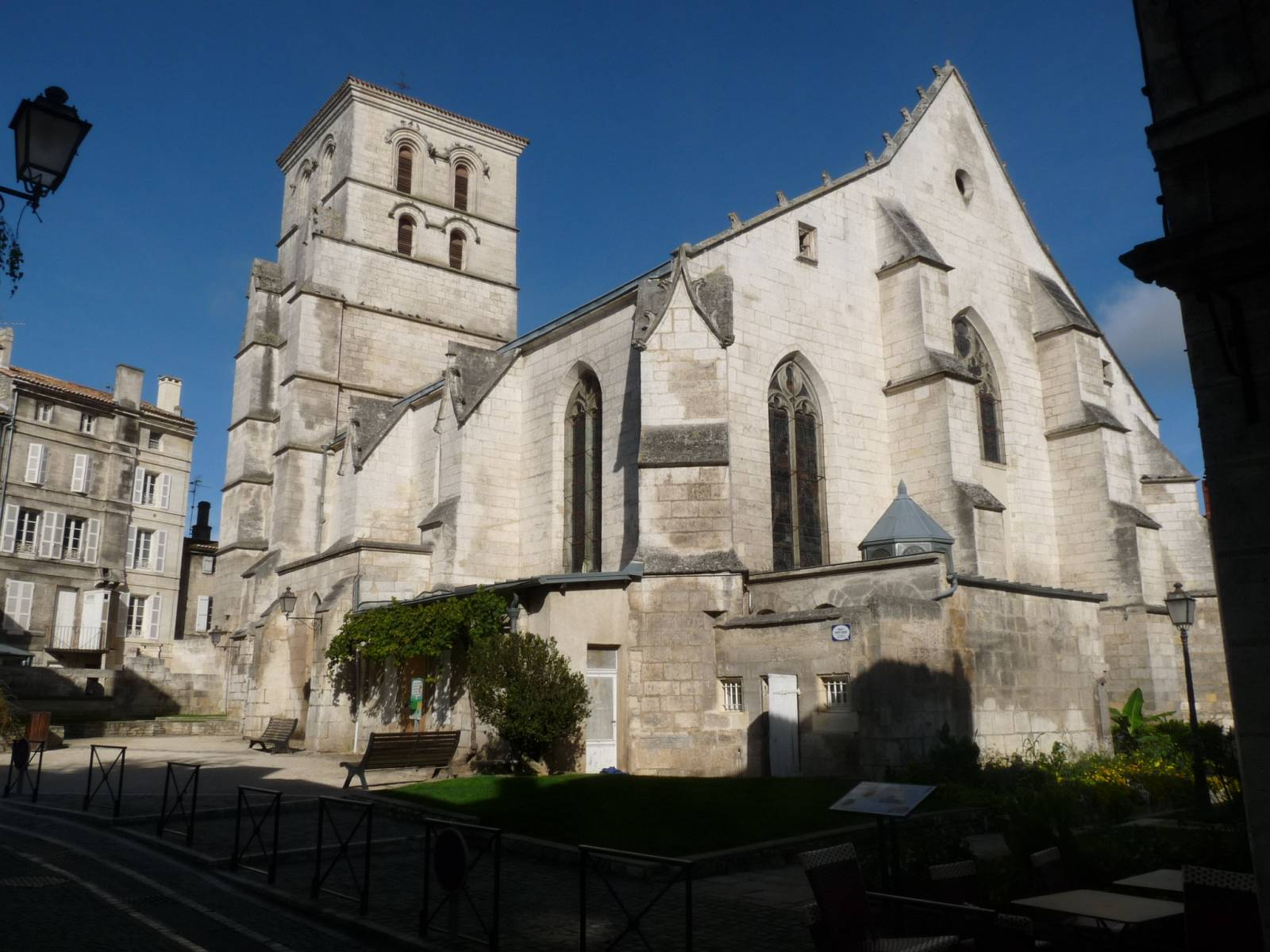
Kerk Saint-André
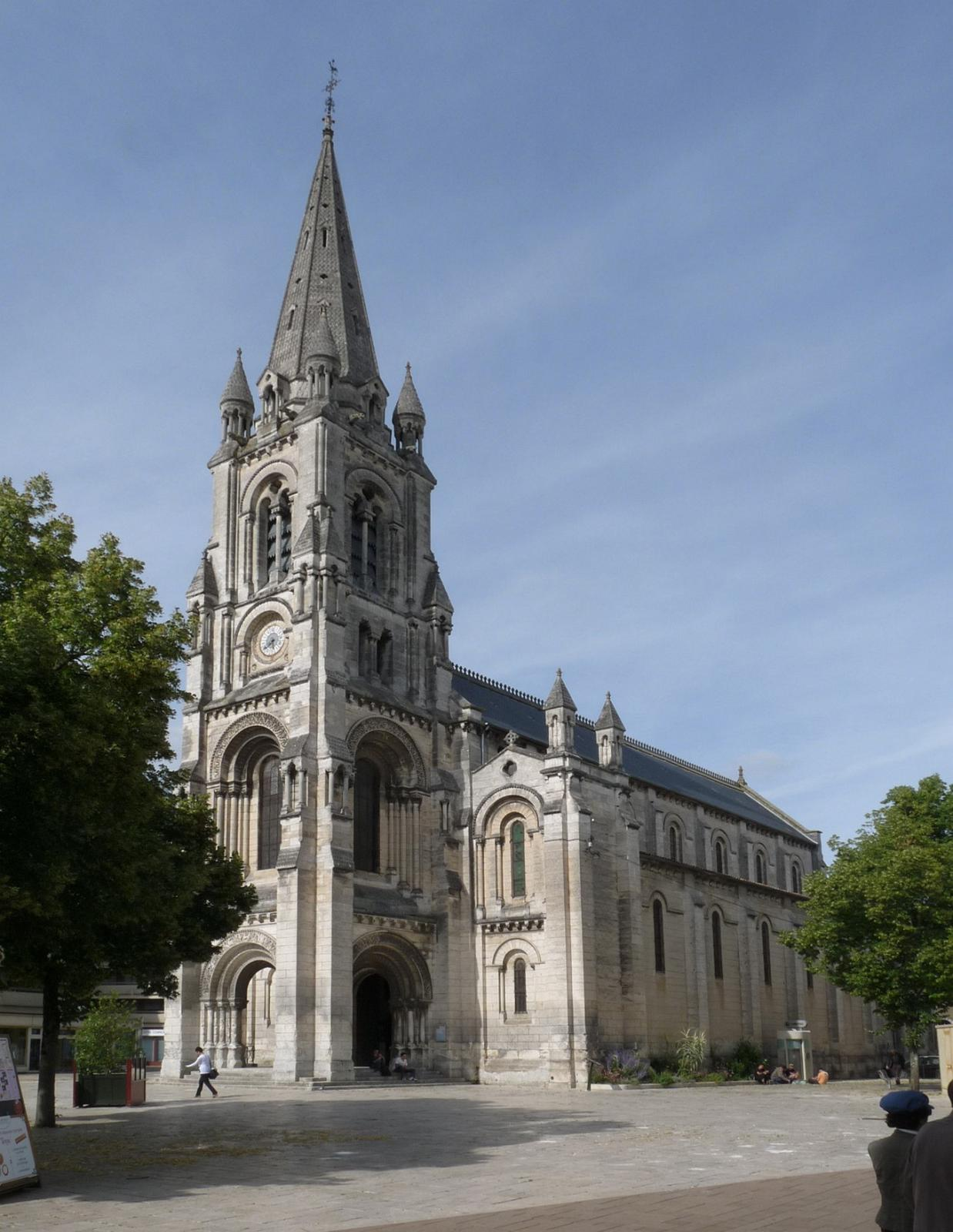
Kerk Saint-Martial
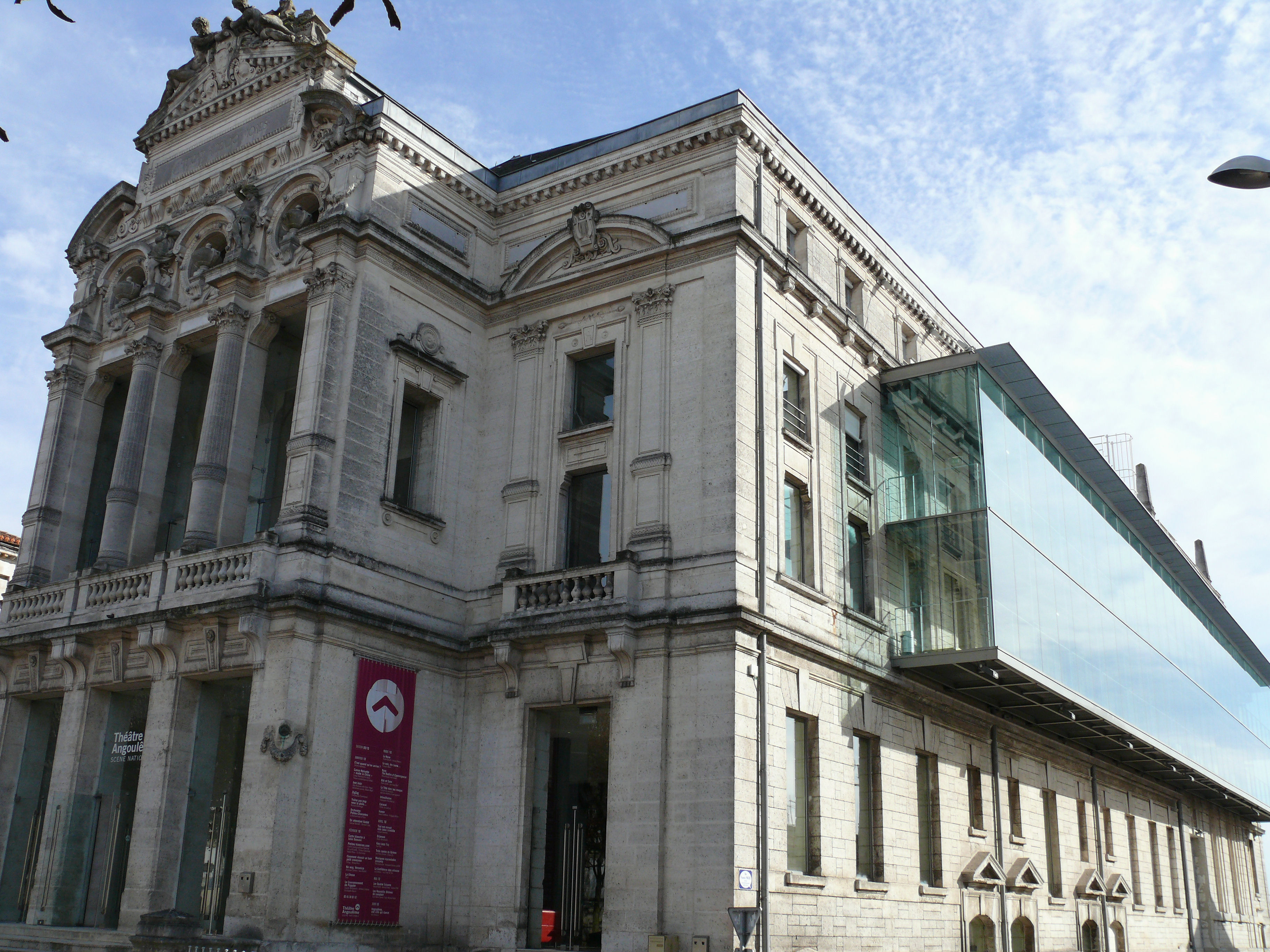
Theater
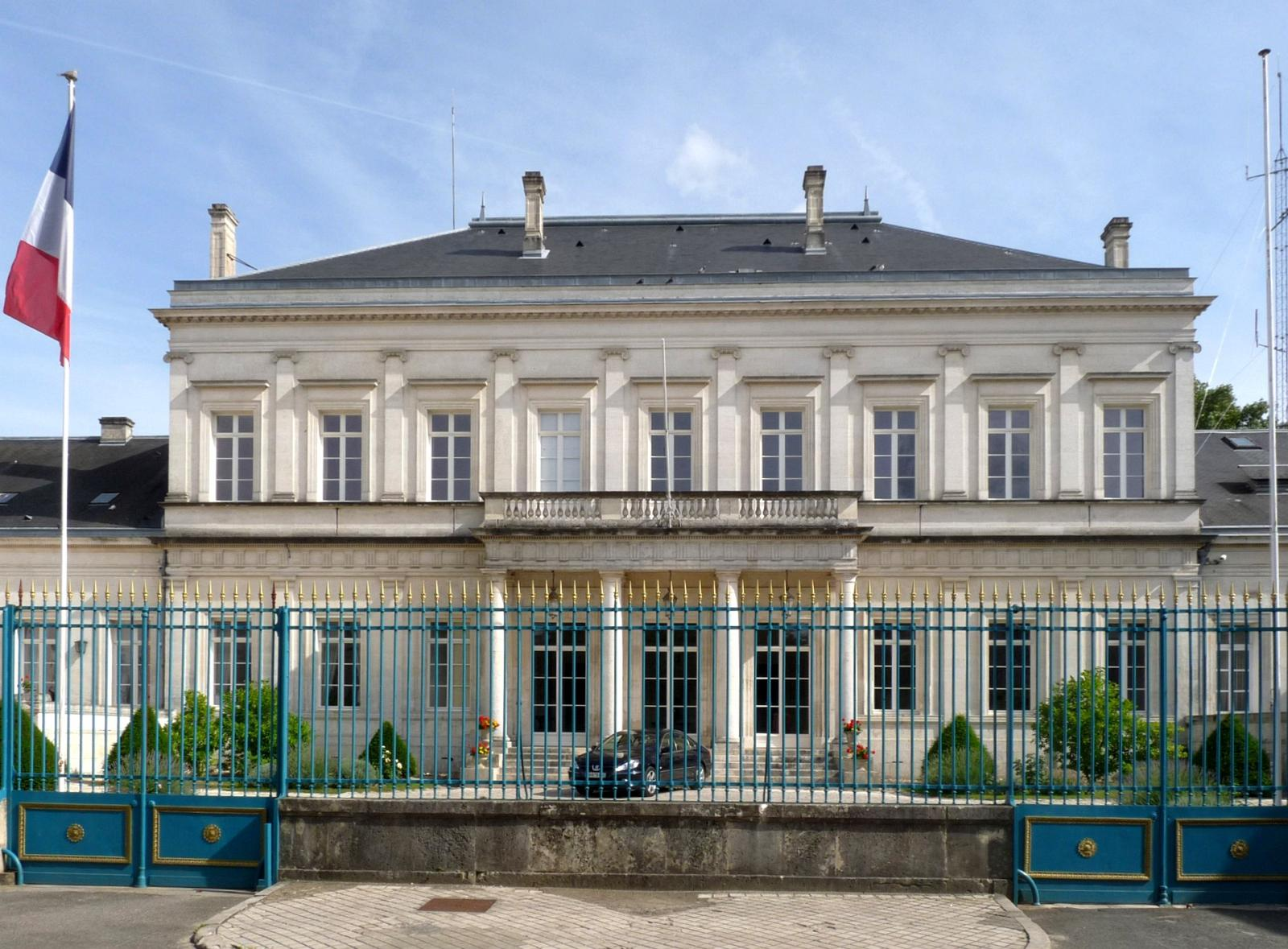
Prefectuur
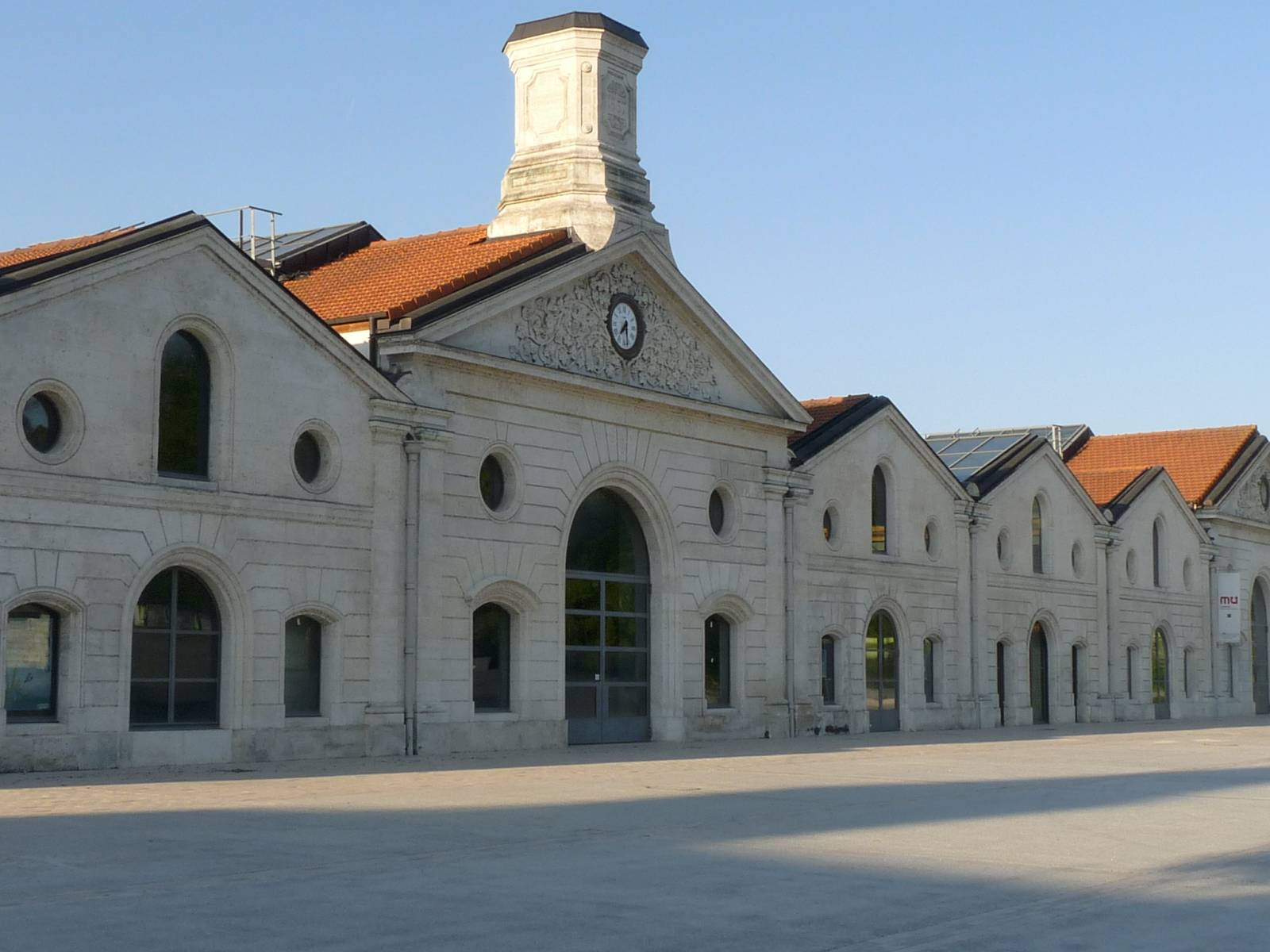
Cité internationale de la bande dessinée et de l'image

## Economie en cultuur
Angoulême is vanouds een centrum voor de papierindustrie, tegenwoordig voor de papier- en verpakkingsindustrie.
Angoulême is een Frans centrum voor de strip, dit wordt ook jaarlijks gevierd in het Internationaal stripfestival van Angoulême. Ook het Franse stripmuseum Cité internationale de la bande dessinée et de l'image is er gevestigd. De stad telt enkele stripmuren, muren die beschilderd zijn met scènes van stripfiguren.
De 19e-eeuwse Franse schrijver Honoré de Balzac nam zijn verblijven in Angoulême bij zijn vriendin Zulma Carraud als onderwerp voor zijn roman Illusions perdues.

## Verkeer
In de gemeente ligt spoorwegstation Angoulême aan de spoorlijn Bordeaux - Poitiers die in een tunnel onder de stad doorgaat.

## Bekende personen

### Geboren
- Melin de Saint-Gelais (1487-1558), dichter
- Margaretha van Valois (1492-1549), echtgenote van Hendrik II van Navarra
- André de Thevet (1516-1590), ontdekker, schrijver en priester
- Jean-Louis Guez de Balzac (1597-1654), schrijver
- Marc René, markies van Montalembert (1714-1800), militair, ingenieur en schrijver
- Charles-Augustin de Coulomb (1736-1806), natuurkundige
- Charles Gaudichaud-Beaupré (1789-1854), plantkundige
- Michel Montignac (1944-2010), schrijver en wetenschapper (Montignac-dieet)
- Guillaume Faye (1949-2019), schrijver en journalist
- Claude Arpi (1949), schrijver, journalist en tibetoloog
- Jean-Louis Gauthier (1955-2014), wielrenner
- Amandine Bourgeois (1979), zangeres
- Adrien Silva (1989), Portugees-Frans voetballer